# Warre Vangheluwe
Warre Vangheluwe (* 23. Juli 2001 in Tielt) ist ein belgischer Radrennfahrer.

## Sportlicher Werdegang
Nach dem Wechsel in die U23 wurde Vangheluwe 2020 Mitglied im Home Solution-Soenens Cycling Team, das 2023 zum offiziellen Development Team von Soudal Quick-Step wurde. Bis zur Saison 2022 war er vorrangig bei Rennen des nationalen Kalenders in Belgien und den Niederlanden erfolgreich. In der Saison 2023 erzielte er mit der Youngster Coast Challenge den ersten Sieg bei einem UCI-Rennen. Dazu kamen weitere Siege bei Rennen des nationalen Kalenders.
Zur Saison 2024 wechselte Vangheluwe vom Devo Team in das UCI WorldTeam von Soudal Quick-Step. Den ersten Sieg als Radprofi erzielte er mit dem Gewinn der vierten Etappe bei Vier Tage von Dünkirchen. Der Gewinn der zweiten Etappe der Tour of Guangxi 2024 war sein erster Sieg auf der UCI WorldTour.

## Erfolge
2023
- Youngster Coast Challenge
- Nachwuchswertung Tour du Loir-et-Cher
- Omloop Mandel-Leie-Schelde Meulebeke

2024
- eine Etappe Vier Tage von Dünkirchen
- eine Etappe Tour of Guangxi